# Funk Generation: A Favela Love Story
Funk Generation: A Favela Love Story é o quarto extended play (EP) da cantora brasileira Anitta, lançado em 17 de agosto de 2023 através da Floresta Records, Republic Records e Universal Music Latino. O EP visual consiste em três faixas: "Funk Rave", "Casi Casi" e "Used to Be", sendo que cada uma delas possui um videoclipe que faz parte de uma trilogia visual. Este projeto seria o "primeiro capítulo" do sexto álbum de estúdio da cantora, Funk Generation (2024).

## Antecedentes
Em abril de 2023, Anitta assinou contrato com a Republic Records após sair da Warner Records. No mês seguinte, durante uma entrevista, Anitta revelou que seu próximo álbum de estúdio seria em espanhol e inglês, inspirado no funk carioca.
Em 1 de agosto de 2023, Anitta deu pistas sobre o lançamento de Funk Generation: A Favela Love Story por meio de suas redes sociais. Posteriormente, em 4 de agosto, ela revelou a capa do EP e anunciou a data de lançamento em 14 de agosto. De acordo com Anitta, as três faixas que fazem parte do projeto estarão em seu próximo sexto álbum de estúdio, programado para ser lançado em 2024.

## Lançamento e promoção
Funk Generation: A Favela Love Story foi lançado para download digital e streaming em 17 de agosto de 2023.

### Singles
- "Funk Rave" foi lançada como o primeiro single do projeto em 22 de junho de 2023.[10] A faixa entrou nas paradas do Brasil e Portugal.[11][12] Nos Estados Unidos, alcançou a 23.ª posição na Billboard Latin Rhythm Airplay.[13] No MTV Video Music Awards de 2023, Anitta cantou todas as faixas do EP, e vídeo de "Funk Rave" ganhou Melhor Vídeo Latino.[14][15]
- "Casi Casi" foi lançada como o segundo single em 18 de agosto de 2023.[16]
- "Used to Be" foi lançada como o terceiro single em 22 de agosto de 2023.[17] A faixa debutou na 87.ª posição na Billboard Brasil Hot 100.[18]

## Lista de faixas
| Funk Generation: A Favela Love Story — Edição padrão |                |                                                                         |                           |         |  |
| N.º                                                  | Título         | Compositor(es)                                                          | Produtor(es)              | Duração |  |
| 1.                                                   | "Funk Rave"    | Anitta DJ Gabriel do Borel Diplo Márcio Arantes Melony Redondo          | Diplo Borel Arantes       | 2:26    |  |
| 2.                                                   | "Casi Casi"    | Anitta Declan Hoy Luiz Claudio Junior Arantes Redondo                   | Borel Arantes Decz Brabo  | 2:13    |  |
| 3.                                                   | "Used to Be"   | Anitta Borel Ilya Salmanzadeh Arantes Redondo Rami Yacoub Savan Kotecha | Borel Salmanzadeh Arantes | 2:52    |  |
| Duração total:                                       | Duração total: | Duração total:                                                          | Duração total:            | 7:32    |  |

## Prêmios e indicações
| Ano  | Prêmio                      | Categoria                        | Resultado | Ref.   |
| ---- | --------------------------- | -------------------------------- | --------- | ------ |
| 2024 | Prêmio da Música Brasileira | Lançamento em Língua Estrangeira | Venceu    | [ 19 ] |

## Histórico de lançamento
| Região | Data                 | Formato(s)                 | Gravadora(s)                                             | Ref.   |
| ------ | -------------------- | -------------------------- | -------------------------------------------------------- | ------ |
| Mundo  | 17 de agosto de 2023 | Download digital streaming | Floresta Records Republic Records Universal Music Latino | [ 20 ] |